# (5389) Choikaiyau
(5389) Choikaiyau (1981 UB10) – planetoida z grupy pasa głównego asteroid okrążająca Słońce w ciągu 3,67 lat w średniej odległości 2,38 j.a. Odkryta 29 października 1981 roku.